# Vahidin Musemić
Vahidin Musemić (ur. 29 października 1946 w Janji, zm. 30 czerwca 2023 w Sarajewie) – bośniacki piłkarz grający na pozycji napastnika. W swojej karierze rozegrał 17 meczów w reprezentacji Jugosławii, w których strzelił 9 goli.

## Kariera klubowa
Karierę piłkarską Musemić rozpoczął w klubie FK Sarajevo. W sezonie 1965/1966 zadebiutował w nim w pierwszej lidze jugosłowiańskiej. W FK Sarajevo grał do końca sezonu 1973/1974. W sezonie 1966/1967 wywalczył pierwszy w historii klubu tytuł mistrza Jugosławii.
W 1974 roku Musemić wyjechał z Jugosławii do Francji i został zawodnikiem pierwszoligowego OGC Nice. W sezonie klubie tym grał przez dwa lata. Po sezonie 1975/1976 zakończył karierę piłkarską.
| Sezon   | Klub        | Kraj       | Rozgrywki  | Mecze | Bramki |
| ------- | ----------- | ---------- | ---------- | ----- | ------ |
| 1965/66 | FK Sarajevo | Jugosławia | Prva liga  | 4     | 0      |
| 1966/67 | FK Sarajevo | Jugosławia | Prva liga  | 25    | 16     |
| 1967/68 | FK Sarajevo | Jugosławia | Prva liga  | 20    | 4      |
| 1968/69 | FK Sarajevo | Jugosławia | Prva liga  | 24    | 7      |
| 1969/70 | FK Sarajevo | Jugosławia | Prva liga  | 27    | 11     |
| 1970/71 | FK Sarajevo | Jugosławia | Prva liga  | 14    | 12     |
| 1971/72 | FK Sarajevo | Jugosławia | Prva liga  | 25    | 13     |
| 1972/73 | FK Sarajevo | Jugosławia | Prva liga  | 24    | 10     |
| 1973/74 | FK Sarajevo | Jugosławia | Prva liga  | 0     | 0      |
| 1974/75 | OGC Nice    | Francja    | Division 1 | 21    | 11     |
| 1975/76 | OGC Nice    | Francja    | Division 1 | 21    | 8      |

## Kariera reprezentacyjna
W reprezentacji Jugosławii Musemić zadebiutował 6 kwietnia 1968 roku w zremisowanym 1:1 spotkaniu el. ME 1972 z Francją, w którym zdobył gola. W 1968 roku został powołany do kadry Jugosławii na mistrzostwa Europy 1968. Zagrał na nim w trzech meczach: półfinale z Anglią (1:0) i finałach z Włochami (1:1, 0:2). Z Jugosławią wywalczył wicemistrzostwo Europy. W reprezentacji Jugosławii od 1968 do 1970 roku rozegrał 17 spotkań, w których strzelił 9 bramek.
| Mecze i gole w reprezentacji | Mecze i gole w reprezentacji | Mecze i gole w reprezentacji | Mecze i gole w reprezentacji | Mecze i gole w reprezentacji | Mecze i gole w reprezentacji | Mecze i gole w reprezentacji |
| #                            | Data                         | Stadion                      | Rywal                        | Wynik                        | Gol                          | Rozgrywki                    |
| 1968                         | 1968                         | 1968                         | 1968                         | 1968                         | 1968                         | 1968                         |
| ---------------------------- | ---------------------------- | ---------------------------- | ---------------------------- | ---------------------------- | ---------------------------- | ---------------------------- |
| 1.                           | 06.04.1968                   | Marsylia, Francja            | Francja                      | 1:1                          | 1                            | el. ME 1972                  |
| 2.                           | 24.04.1968                   | Belgrad, Jugosławia          | Francja                      | 5:1                          | 2                            | el. ME 1972                  |
| 3.                           | 27.04.1968                   | Bratysława, Czechosłowacja   | Czechosłowacja               | 0:3                          | 0                            | towarzyski                   |
| 4.                           | 05.06.1968                   | Florencja, Włochy            | Anglia                       | 1:0                          | 0                            | ME 1972                      |
| 5.                           | 08.06.1968                   | Rzym, Włochy                 | Włochy                       | 1:1                          | 0                            | ME 1972                      |
| 6.                           | 10.06.1968                   | Rzym, Włochy                 | Włochy                       | 0:2                          | 0                            | ME 1972                      |
| 7.                           | 25.06.1968                   | Belgrad, Jugosławia          | Brazylia                     | 0:2                          | 0                            | towarzyski                   |
| 8.                           | 25.09.1968                   | Belgrad, Jugosławia          | Finlandia                    | 9:1                          | 3                            | el. MŚ 1970                  |
| 9.                           | 17.12.1968                   | Rio de Janeiro, Brazylia     | Brazylia                     | 3:3                          | 0                            | towarzyski                   |
| 10.                          | 19.12.1968                   | Belo Horizonte, Brazylia     | Brazylia                     | 2:3                          | 1                            | towarzyski                   |
| 11.                          | 22.12.1968                   | Mar del Plata, Argentyna     | Argentyna                    | 1:1                          | 1                            | towarzyski                   |
| 1969                         |                              |                              |                              |                              |                              |                              |
| 12.                          | 26.02.1969                   | Split, Jugosławia            | Szwecja                      | 2:1                          | 1                            | towarzyski                   |
| 13.                          | 24.09.1969                   | Belgrad, Jugosławia          | ZSRR                         | 1:3                          | 0                            | towarzyski                   |
| 1970                         |                              |                              |                              |                              |                              |                              |
| 14.                          | 08.04.1970                   | Sarajewo, Jugosławia         | Austria                      | 1:1                          | 0                            | towarzyski                   |
| 15.                          | 10.09.1970                   | Graz, Austria                | Austria                      | 1:0                          | 0                            | towarzyski                   |
| 16.                          | 11.10.1970                   | Rotterdam, Holandia          | Holandia                     | 1:1                          | 0                            | el. ME 1970                  |
| 17.                          | 28.10.1970                   | Moskwa, ZSRR                 | ZSRR                         | 0:4                          | 0                            | towarzyski                   |